# 19 días y 500 noches
19 días y 500 noches es el duodécimo álbum de estudio del cantautor español Joaquín Sabina, del que vendió 500 000 ejemplares. Producido por Alejo Stivel (excomponente de Tequila), fue editado por BMG Music Spain; tiene una duración total de 74:18 minutos (su disco más largo hasta esa fecha). El disco se publicó el 6 de septiembre de 1999 y se presentó el 7 de septiembre en el Museo del Ferrocarril de Madrid.

## Producción
Tras siete meses para grabarlo y duras negociaciones para editarlo (la discográfica había desaconsejado, en principio, un disco doble por su elevado precio y por el poco hábito del mercado hispano hacia este tipo de productos), Sabina aceptó reducir el formato de su trabajo. El acuerdo entre Sabina y su sello BMG Ariola estableció que las canciones descartadas verían la luz como caras B de futuros sencillos (el primero de ellos, titulado como el elepé); por lo demás, un rap de trece minutos que Sabina había grabado se quedó reducido a 8:41 en la versión que saldría al mercado.
Las canciones del disco están consideradas entre las más intimistas y autobiográficas de la carrera del cantante. Los estilos que se pueden encontrar son los siguientes: rock, milonga, merengue, country, rumba, balada, rap, ranchera, etc. Prevalecen los sonidos acústicos y es el disco menos roquero desde que empezó a usar ese género musical en 1983. 
Algunos temas destacados serían, además de la canción que da título al álbum, «Cerrado por derribo» (sobre una ruptura amorosa que grabó con dos letras diferentes, siendo la otra versión «Nos sobran los motivos»), "Una canción para Magdalena" (con música de Pablo Milanés), «Dieguitos y Mafaldas» (de su relación con una argentina) y «Noches de boda» (con recitado de Chavela Vargas). El escritor Antonio Oliver colabora en las letras de alguna de las canciones. El título del tema "Donde habita el olvido" es como el de una obra de Luis Cernuda titulado «Donde habite el olvido», que es a su vez un homenaje a un verso de Gustavo Adolfo Bécquer.

## Temas
| N.º | Título                                    | Escritor(es)                            | Duración |  |
| 1.  | «Ahora que...»                            | Sabina, Varona, Paco Bastante           | 6:49     |  |
| 2.  | «19 días y 500 noches»                    | Sabina                                  | 4:45     |  |
| 3.  | «Barbi Superestar»                        | Sabina                                  | 6:37     |  |
| 4.  | «Una canción para la Magdalena»           | Sabina, Milanés                         | 4:15     |  |
| 5.  | «Dieguitos y Mafaldas»                    | Sabina                                  | 5:35     |  |
| 6.  | «A mis cuarenta y diez»                   | Sabina, Antonio Oliver                  | 7:11     |  |
| 7.  | «El caso de la rubia platino»             | Sabina, Stivel, Enrique «Quique» Berro  | 4:50     |  |
| 8.  | «Donde habita el olvido»                  | Sabina, Varona, Antonio García de Diego | 3:32     |  |
| 9.  | «Cerrado por derribo»                     | Sabina, Stivel                          | 4:37     |  |
| 10. | «Pero qué hermosas eran»                  | Sabina, Antonio Oliver                  | 7:29     |  |
| 11. | «De purísima y oro»                       | Sabina, Antonio Oliver                  | 4:52     |  |
| 12. | «Como te digo una "co" te digo la "o"»    | Sabina, Antonio Oliver, Sergio Véliz    | 8:41     |  |
| 13. | «Noches de boda» (dúo con Chavela Vargas) | Sabina                                  | 4:42     |  |

### Temas extra
La edición argentina tiene dos temas más:

| N.º | Título                   | Escritor(es)   | Duración |  |
| 14. | «Nos sobran los motivos» | Sabina, Stivel | 4:33     |  |
| 15. | «La Biblia y el calefón» | Sabina, Stivel | 3:02     |  |

## Reconocimientos
El cantante fue galardonado, meses después de la aparición del disco, con el premio Ondas al mejor artista español de 1999.
El disco se encuentra en el puesto 7 de la lista de los 50 mejores discos de rock español de la revista Rolling Stone en España.